# Castillo de Rivau
El castillo de Rivau (en francés: Château du Rivau) es un castillo-museo de Francia, con un jardín adyacente que cuenta con un pabellón y un arboreto de 7 hectáreas de extensión de propiedad privada, localizado en la comuna de Lémeré, en la región de Centro-Val de Loira.
El edificio está situado en el interior del perímetro de Val de Loire inscrito como Patrimonio de la Humanidad de la UNESCO.

## Localización
El castillo está situado al sur del territorio de la comuna de Lémeré, en el área urbana de Orlèans y la región natural del Valle del Loira.
El edificio se levanta en el centro de la localidad, a unos 500 m al norte de la margen derecha del río Loira, a unos 750 m al sur de la estación SNCF Lémeré, cerca de la carretera principal 18.
Las líneas 8 y 9 del sistema de autobuses departamentales "Ulys" prestan servicio a la comuna de Meung-sur-Loire.
Parc du Château du Rivau Code Postal 37120 Lémeré, Département de Indre-et-Loire, Centre, France-Francia.
Planos y vistas satelitales.47°06′13″N 0°19′24″E / 47.10361, 0.32333

## Historia
El castillo del Rivau está situado en Lémeré (Francia), se construyó como fortaleza en el siglo XV y se adapta para su uso doméstico durante el Renacimiento.
Este castillo de la Touraine es una fortaleza inexpugnable a la vez que un lugar de vida agradable.
Rabelais, uno de los poetas humanistas más notables de la época del Renacimento francés, en su obra Tragaldabas, señala como propietario del castillo del Rivau al capitán Tolmère, quien lo recibe como recompensa a sus victorias en las Guerras Picrocholines.
En 1429, al final de la Guerra de los Cien años, Juana de Arco, acude a Rivau para hacerse con los mejores caballos del rey de Francia, ya que Rivau era un lugar conocido por sus magníficos equinos. 

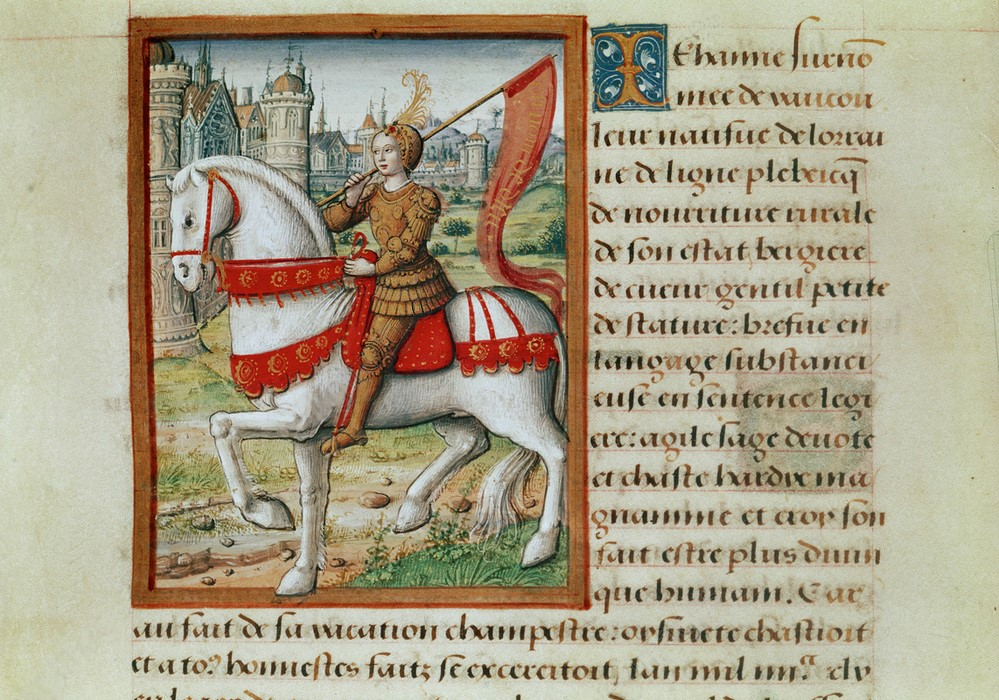
Juana de Arco.

En 1510 François de Beauvau, capitán del rey Francisco I de Francia, construyó los establos monumentales en el patio de las dependencias, y proveía de sementales a la corona.
Aún hoy podemos visitar estas impresionantes cuadras únicas en Francia y famosas desde el final del Renacimiento.
En 1992, los nuevos propietarios iniciaron obras de restauración para devolver al castillo su antiguo esplendor. Se restauró la totalidad de la edificación, los 12 jardines y los famosos establos. El majestuoso complejo conserva fielmente los restos originales de la fortaleza.

## Los Jardines de los cuentos de hadas
Rivau está catalogado como monumento histórico y constituye un gran atractivo merced a sus jardines. Los 12 jardines del Chateau du Rivau han sido dotados con la denominación de "Jardín Remarquable", seleccionados por el Ministerio de Cultura Francés de entre los más bellos y singulares jardines de Francia.
Cada uno de los jardines está inspirado en una leyenda de la Edad Media como el jardín del Bosque Encantado, el Camino de Pulgarcito, Alicia en el país de Rivau, la Avenida Perfumada, la Huerta del Paraíso o el Jardín de la Princesa Rapuncel.
La gran variedad de plantas exóticas y raras conforman estos jardines que evocan un mundo maravilloso y fantástico para deleite de sus visitantes, y su colección de 300 tipos diferentes de rosas cultivadas por David Austin y André Eve, atrae a numerosos amantes de la botánica.
Los jardines también acogen una colección de arte contemporánea, encontrándonos a lo largo de los mismos esculturas de la colección y de exposiciones que allí se organizan, como por ejemplo de Fabien Verschaere, Cat Loray, Jerôme Basserode, Frans Krajcberg o Philippe Ramette.

Detalles del 'Château du Rivau'
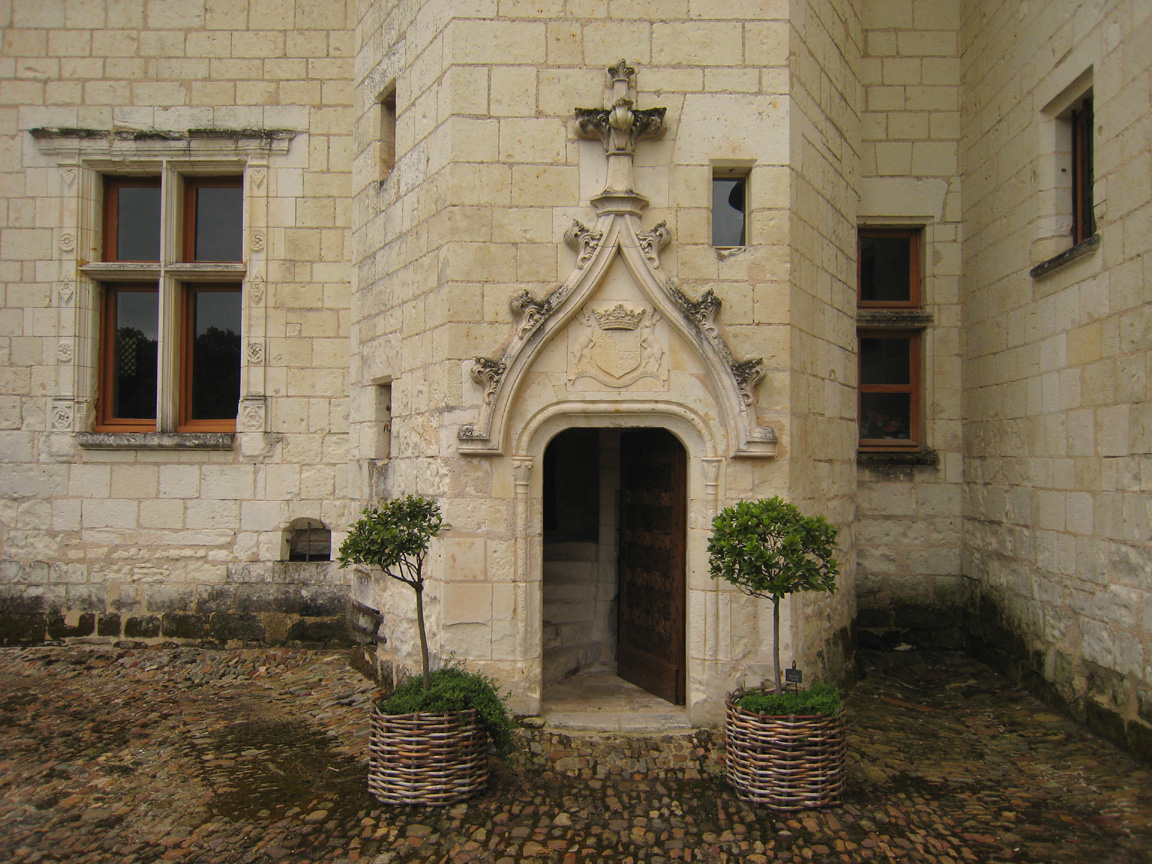
Entrada del Castillo Rivau
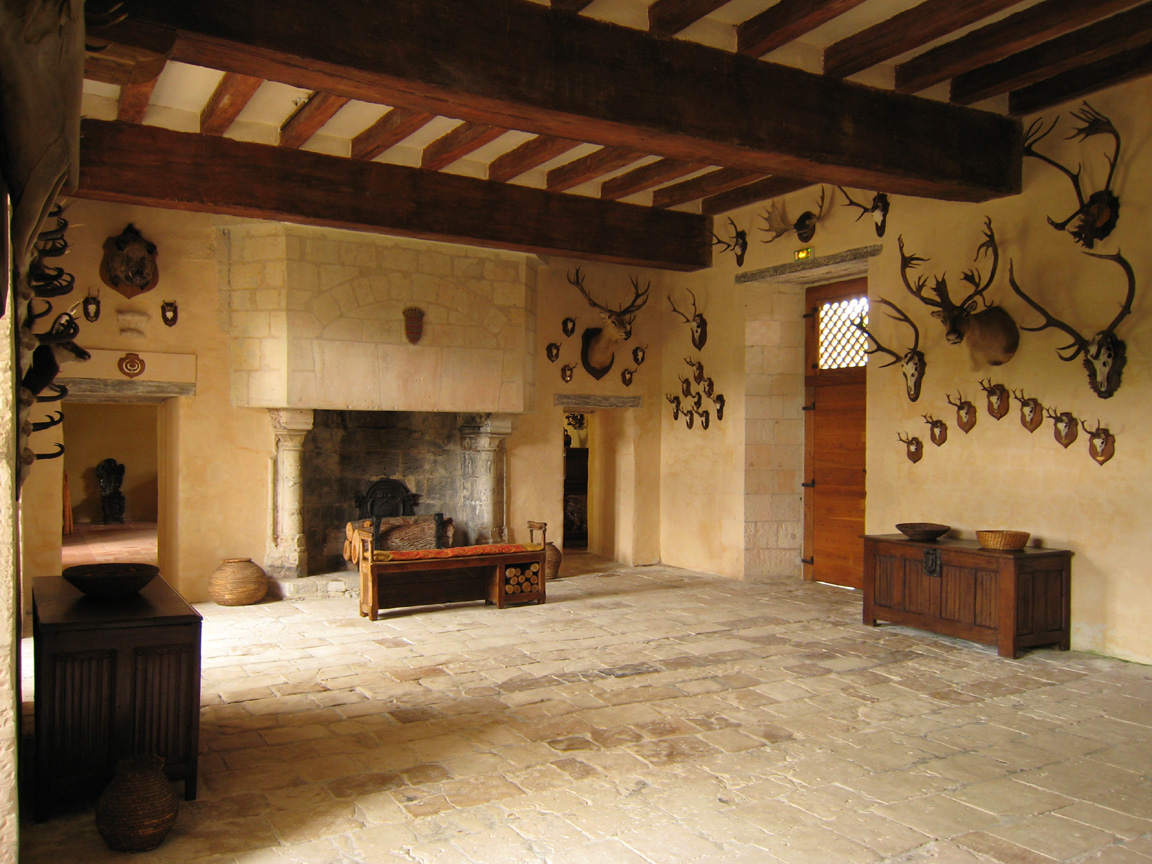
Grande Hall del Castillo Rivau
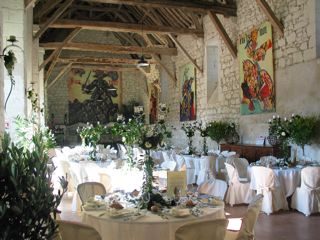
Golden Flease Room, Castillo Rivau
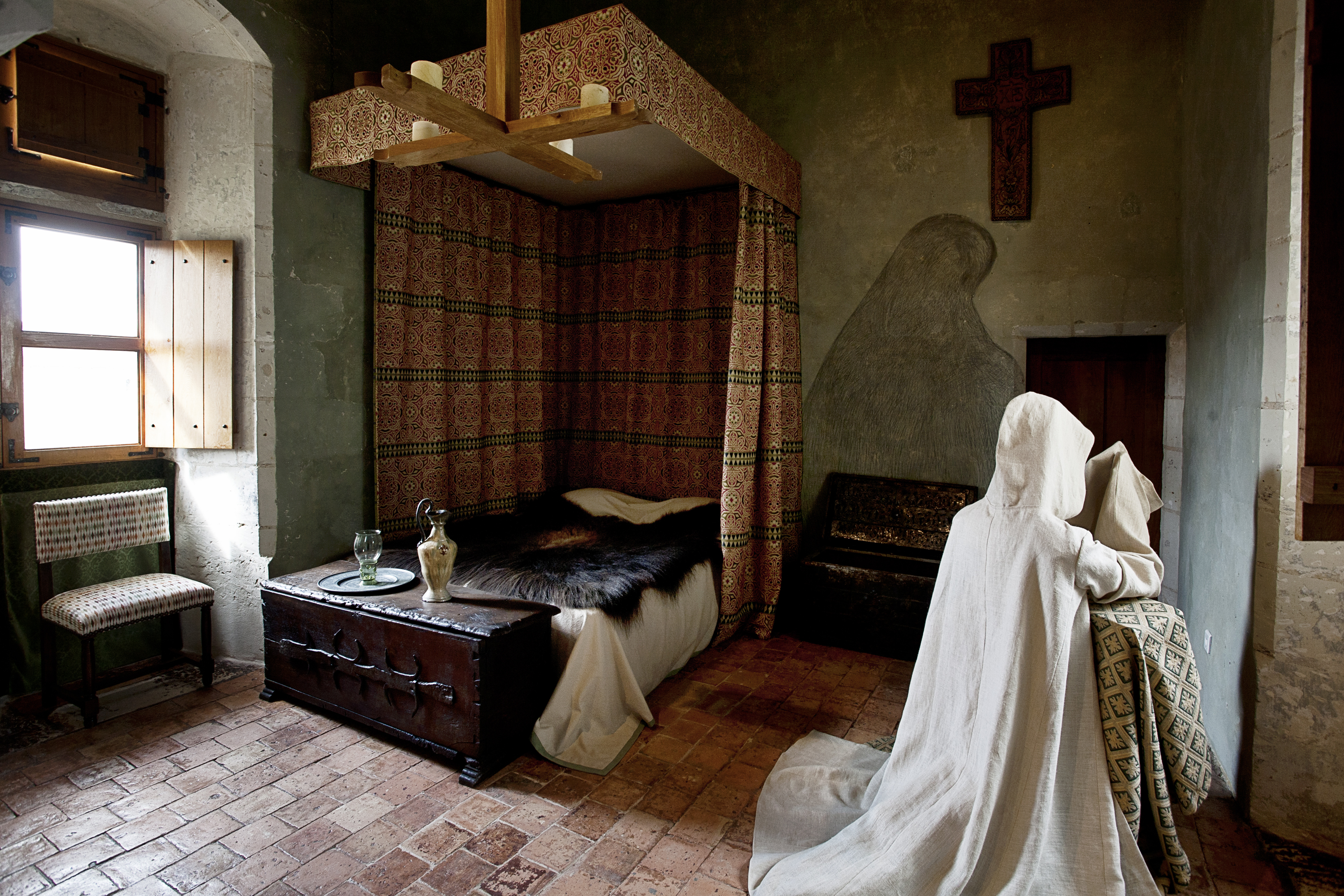
Habitación de Juana de Arco.

Detalles de los jardines del 'Château du Rivau'
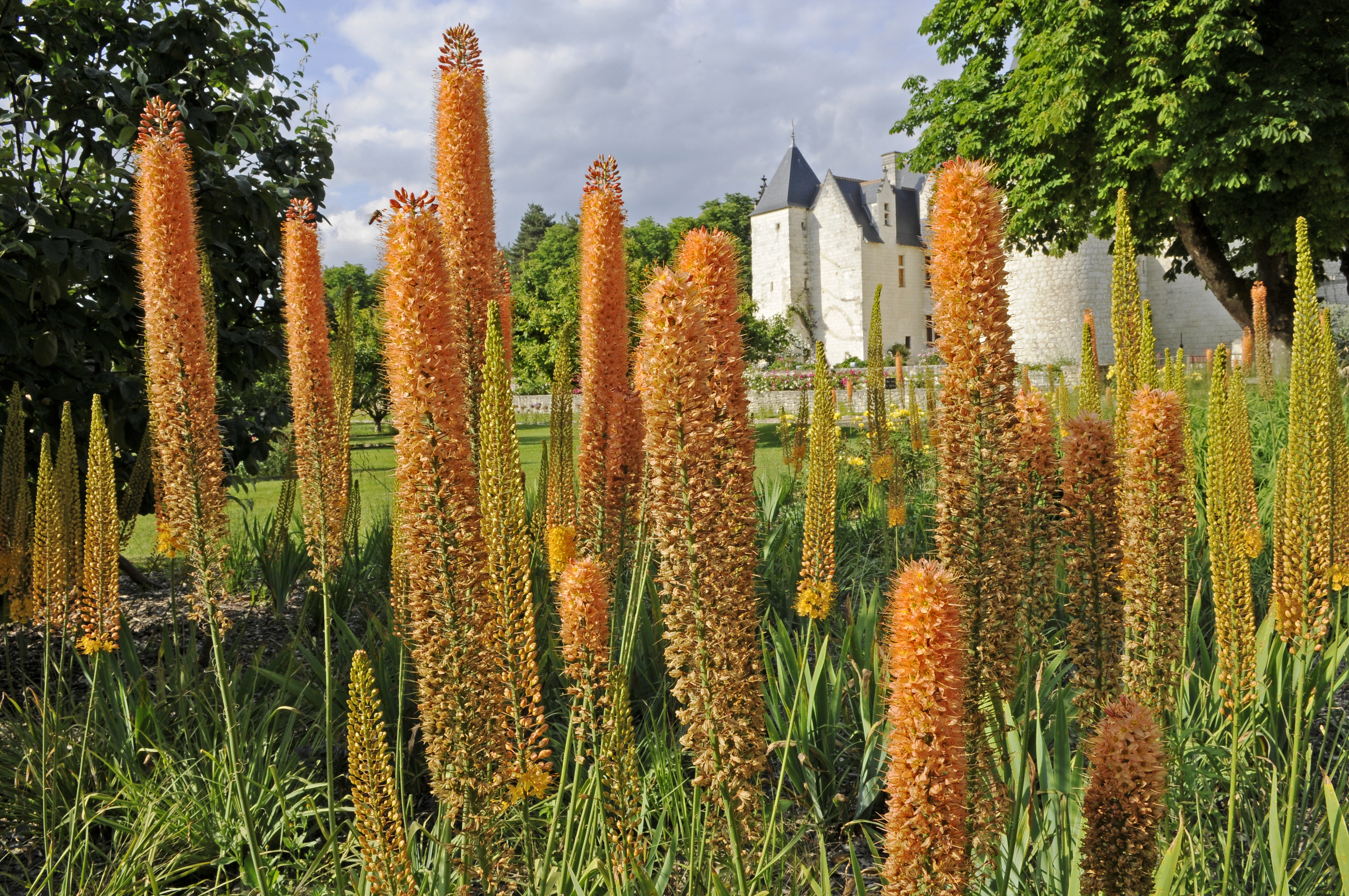
Jardines del Château du Rivau.
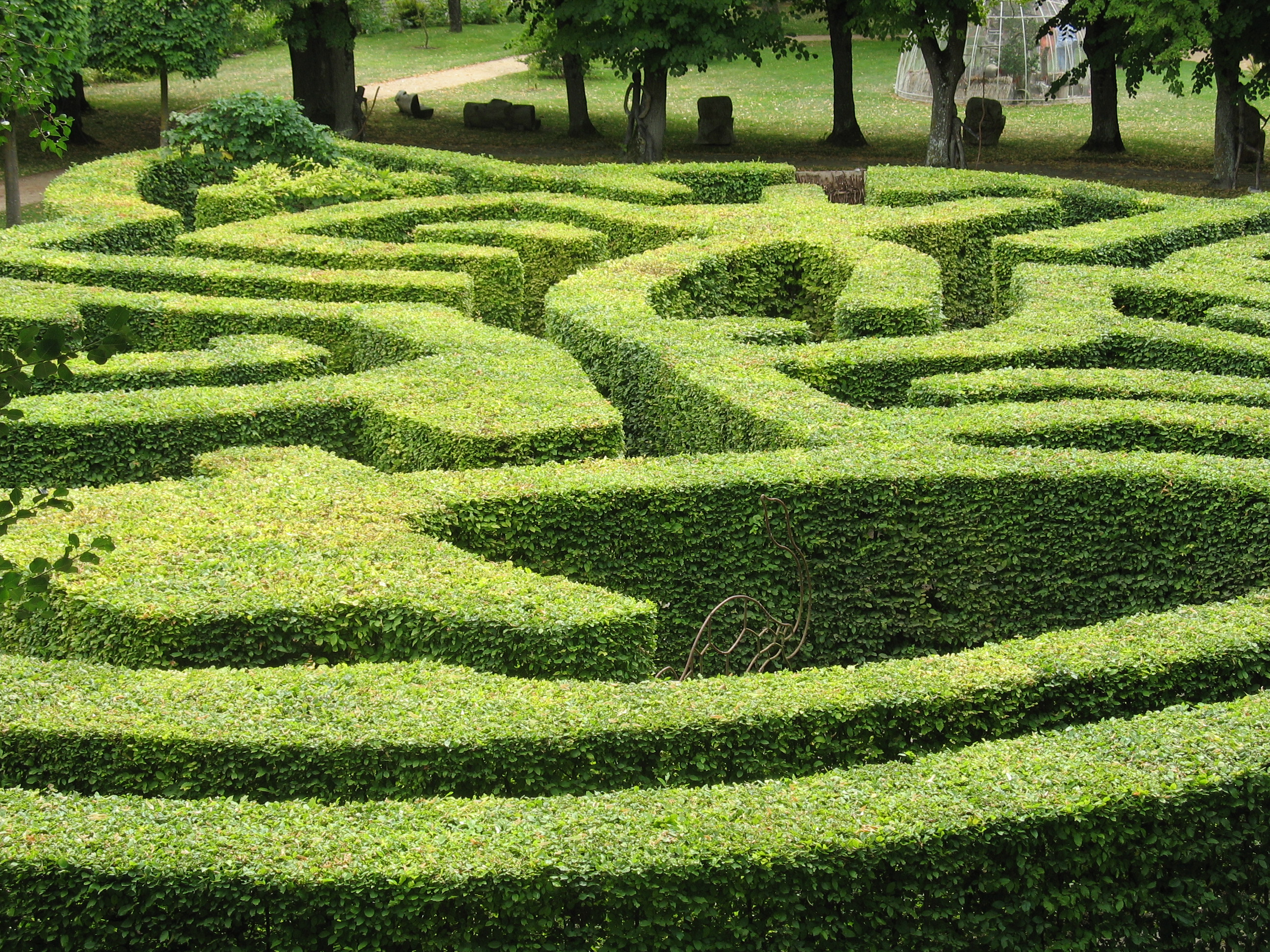
Parterres de los jardines a la francesa.
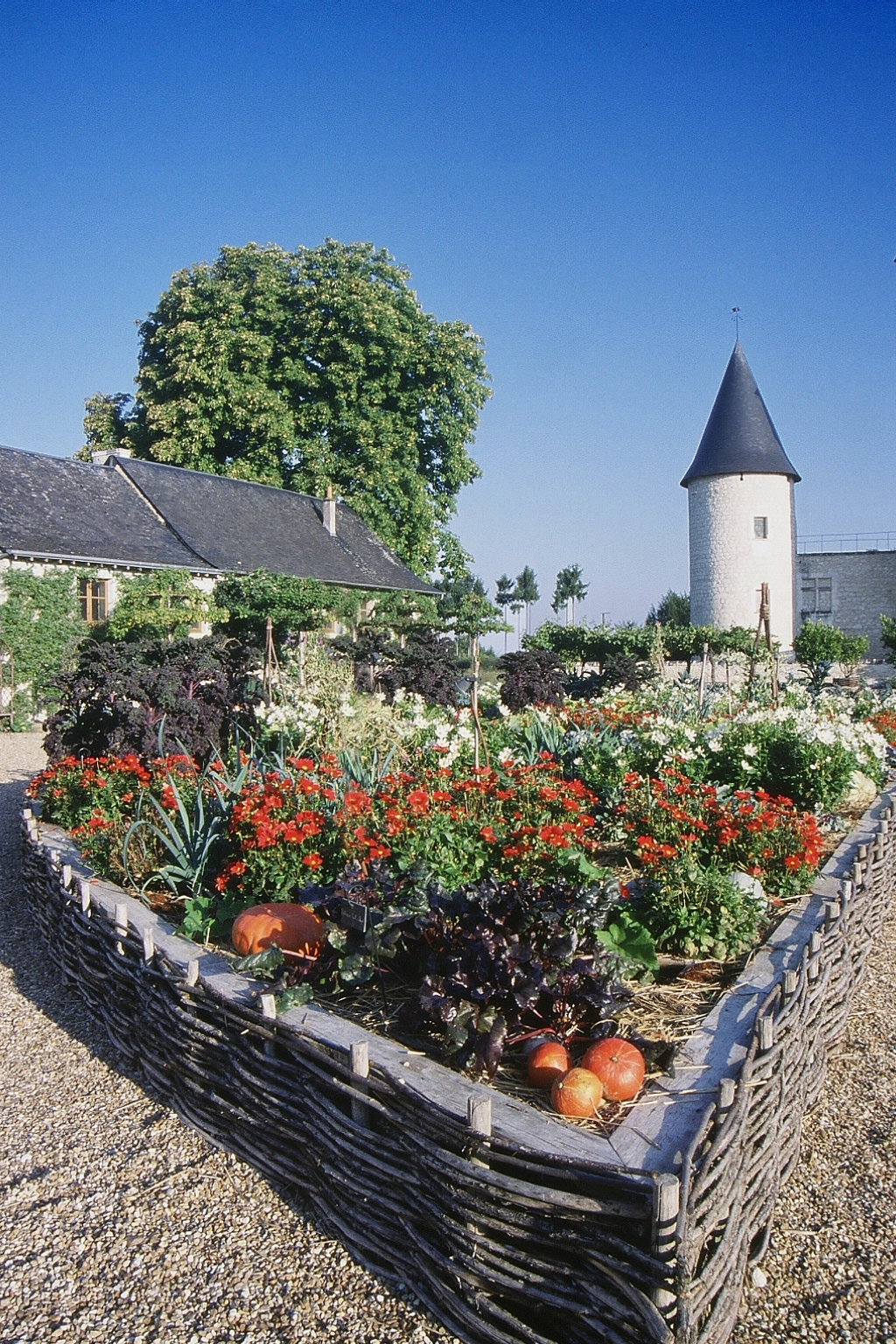
Potager de Gargantua, Rivau.
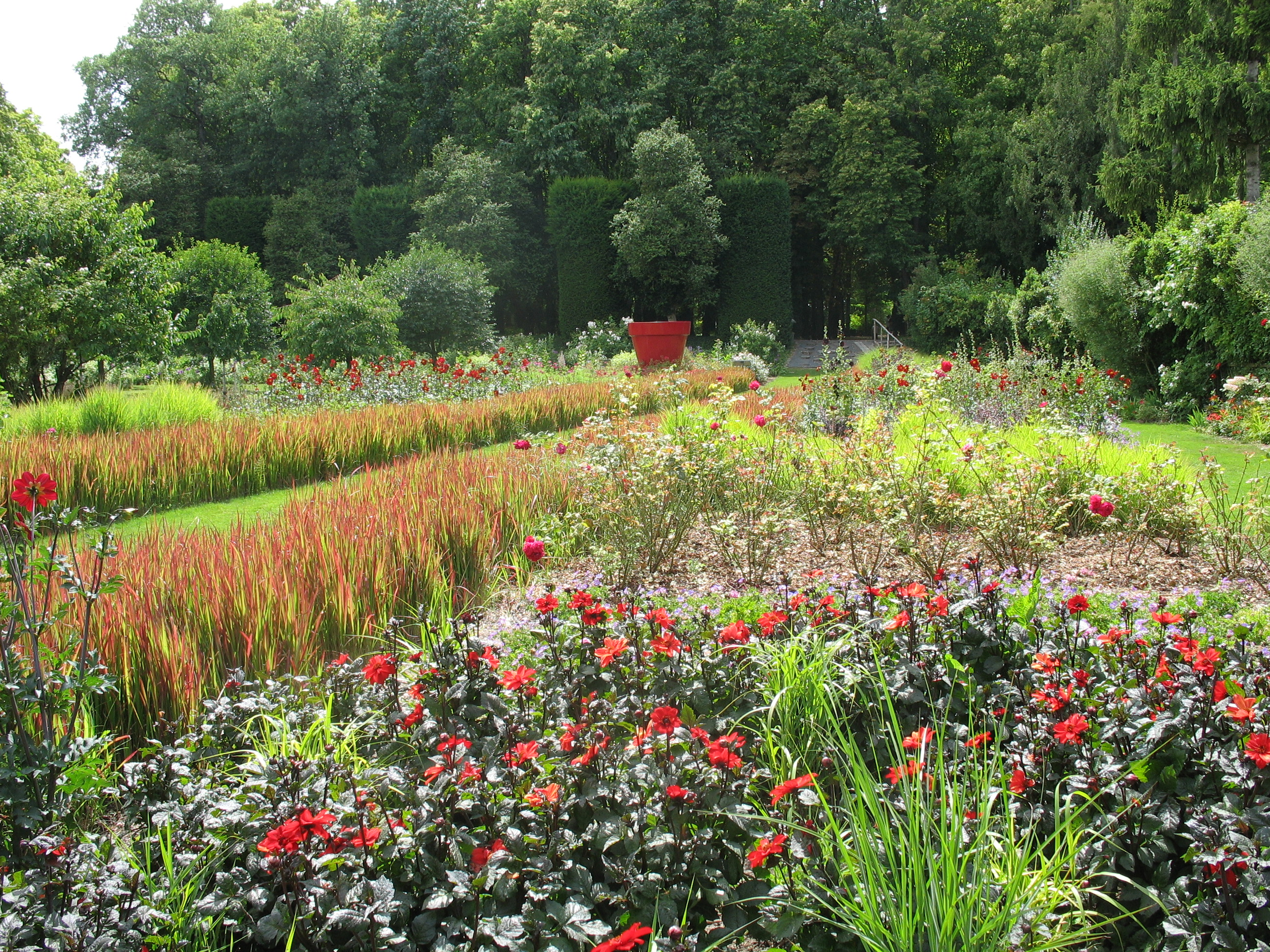
Plantas anuales de temporada.